# YooA
Yoo Shi-ah (Hangul: 유연주, Hanja: 劉娟 柱, nascida em 17 de setembro de 1995), (Hangul: 유시아, Hanja: 劉 諟 我), mais conhecida pelo pseudônimo de YooA, é uma cantora sul-coreana, é membra do grupo feminino sul-coreano Oh My Girl estabelecido e gerenciado pela WM Entertainment.

## Biografia
YooA nasceu em 17 de setembro de 1995 em Seul, Coreia do Sul. O nome de nascimento de YooA era Yoo Yeon-joo (유연주), mas antes de estrear com Oh My Girl, ela mudou seu nome para Yoo Shi-ah.

## Carreira - Oh My Girl

### Pré-estreia
No início de janeiro de 2015, a WM Entertainment anunciou que lançaria o primeiro grupo feminino da empresa na primavera de 2015, que consistiria de oito membros que passaram por três a quatro anos de treinamento.

### Estreia com Oh My Girl
No início de março de 2015 a empresa WM Entertainment criou o site e as redes sociais de seu novo grupo Oh My Girl, onde divulgou várias fotos e vídeos que revelavam suas futuras integrantes. YooA assumiria os papéis de dançarina principal, vocalista e face do grupo. Em 20 de abril do mesmo ano o grupo estreou com o mini-álbum "Oh My Girl". 

## Discografia

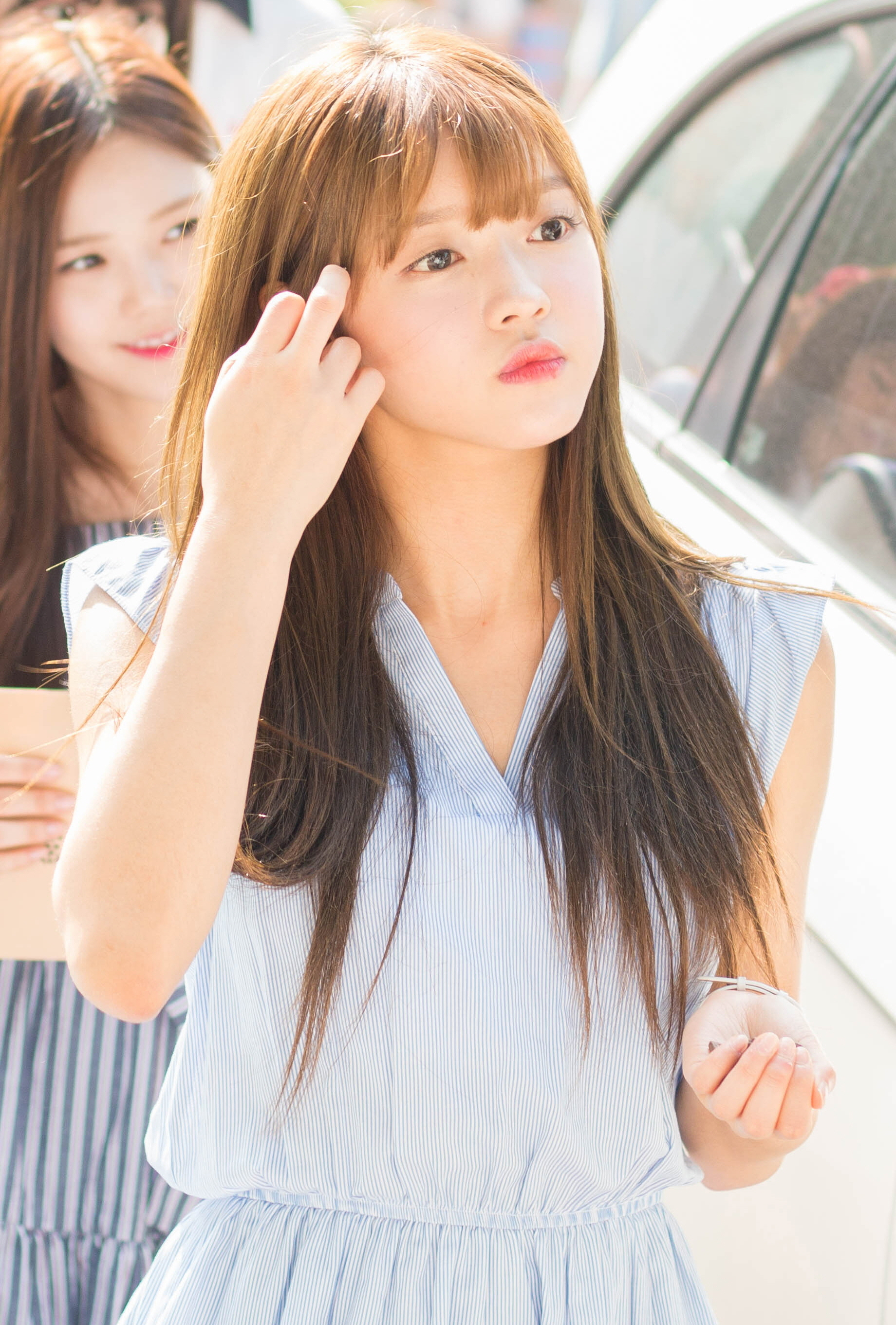
YooA em agosto de 2016.